# Зинкевич, Василий Дмитриевич
Василий Дмитриевич Зинкевич (17 марта 1923, Петровск, Ярославская губерния — 4 февраля 1992, Ростов, Ярославская область) — советский военный, один из полных кавалеров ордена Славы, награждённых четырьмя орденами Славы.

## Биография
Родился 17 марта 1923 года в поселке Петровское (ныне — в Ростовском районе Ярославской области) в семье рабочего. Русский.
Окончив в 1939 году 4 класса ростовской средней школы № 3, работал на льняной фабрике «Рольма» в Ростове. В октябре 1941 года был призван в Красную армию. Первоначально служил в 159-м (Клинском) укрепленном районе в составе 361-го пулемётно-артиллерийского батальона. В сентябре 1942 года части 159-го полевого укрепрайона были переданы в распоряжение командования Донского фронта. В декабре 1943 года, после включения 159-го укрепленного района в состав 66-й армии, Зинкевич впервые принял участие в боевых действиях. Летом 1943 года его укрепрайон участвовал в Курской битве, обороняя рубеж к западу от Тулы. В декабре 1943 года личный состав 159-го укрепрайона переправился через Днепр и в конце января 1944 года участвовал в создании внутреннего кольца окружения корсунь-шевченковской группировки противника войсками 1-го и 2-го Украинских фронтов. В начале апреля 1944 года советские войска перешли на территорию Румынии, куда попали бойцы 159-го укрепрайона. Прошел с боями до конца войны и в марте 1947 года был демобилизован в звании старшины.
Василий Дмитриевич вернулся на родину. Жил в городе Ростове, работал на фабрике «Рольма».
Умер 4 февраля 1992 года. Похоронен на муниципальном кладбище Ростова.

## Награды
- Приказом по войскам 104-го стрелкового корпуса (№ 26/н) от 20 июня 1944 года красноармеец Зинкевич Василий Дмитриевич был награжден орденом Славы 3-й степени. Приказом по войскам 104-го стрелкового корпуса (№ 39/н) от 12 августа 1944 года красноармеец Зинкевич Василий Дмитриевич награжден орденом Славы 3-й степени.
 Приказом по войскам 40-й армии (№ 128/н) от 31 октября 1944 года красноармеец Зинкевич Василий Дмитриевич награжден орденом Славы 2-й степени. 
Указом Президиума Верховного Совета СССР от 29 июня 1945 года красноармеец Зинкевич Василий Дмитриевич награжден орденом Славы 1-й степени.
- орден Отечественной войны 1-й степени (6.4.1985)[1]
- медали, в том числе:
  - «За победу над Германией» (9.5.1945)[2].